# Bruno Reichlin
Bruno Reichlin (* 10. Februar 1941 in Luzern) ist ein Schweizer Architekt, emeritierter Universitätsprofessor und Möbeldesigner.

## Werdegang
Bruno Reichlin studierte bis 1967 Architektur an der ETH Zürich. Nach seinem Diplom bei Alfred Roth, arbeitete er als wissenschaftlicher Mitarbeiter bei Giovanni Klaus Koenig am Institut für Geschichte der modernen Architektur in Florenz (1969–1970). Anschließend besuchte er 1971 und 1972 jeweils die Sommerakademiekurse in Semiotik an der Universität Urbino. Von 1972 bis 1974 lehrte er als Assistent bei Gastprofessor Aldo Rossi an der ETH Zürich und von 1972 bis 1981 als wissenschaftlicher Mitarbeiter am Institut gta der ETH Zürich, als Gastprofessor an der École d’architecture in Nancy (1983–1985) und als Ordinarius in Genf (1984–2006), verantwortlich u. a. für die Nachdiplomstudien, aus denen sich später das Doktoratsprogramm entwickelte. Zwischen 2001 und 2011 war er Professor an der Accademia di Architettura du Mendrisio. 1970 gründete er gemeinsam mit Fabio Reinhart ein Büro in Lugano. Das Büro arbeitete Ende der 1970er-Jahre mit Bétrix und Consolascio zusammen und Anfang der 1980er-Jahre mit Santiago Calatrava.
Mit Fabio Reinhart als Büro Reichlin und Reinhart projektierten und errichteten sie Schlüsselbauten der Tessiner Architekturschule.
Darüber hinaus hat er sich als Publizist, kritischer Begleiter zeitgenössischer Architektur und als Ausstellungsmacher an der Architekturdiskussion beteiligt.
Architektursprache
Nachdem beide bei Aldo Rossi eine zweijährige Assistententätigkeit durchlaufen hatten, begannen sie ab Mitte der 1970er-Jahre vor allem Tessiner Villenentwürfe vorzulegen, die auf Vieldeutigkeit und Integration verschiedener Architekturelemente und Traditionen Bezug nahmen, so etwa die Casa Tonini in Torricella, die erkennbar das Vokabular palladianischer Villen reflektiert. Mit ihrer eigenständigen Haltung entfernten sie sich allerdings von der Tessiner Schule.

## Werke
Bauten
- 1971–1979: Kirche in San Carlo, Valle di Peccia. Restaurierung
- 1972–1974: Casa Tonini, Torricella
- 1974–1977: Casa della Communità, Sornico. Restaurierung
- 1975–1977: Casa Sartori, Riveo
- 1976–1989: Casa Pellanda, Biasca. Restaurierung
- 1977–1982: Umbau und Erweiterung der Fabrik Sferax in Cortaillod (mit Marie-Claude Bétrix und Eraldo Consolascio)
- 1979–1989: Casa Croci, Mendrisio
- 1980–1982: Gewerbehaus Berani, Uster (mit Marie-Claude Bétrix und Eraldo Consolascio)
- 1981: Umbau Teatro Carlo Felice, Genua
- 1983–1987: Fabrik, Coesfeld-Lette (mit Santiago Calatrava)
- 1988–1989: Autobahnhotel Motel Castello der Mövenpick AG bei Bellinzona

Div. Projekte und Wettbewerbe
- 1973–81 Restaurierung des Castel Grande in Bellinzona

## Ehrungen und Auszeichnungen (Auswahl)
- 1983: Ehrenmitglied des Bundes Deutscher Architekten
- 2017: Ehrendoktorat der ETH Zürich (mit Fabio Reinhart)
- 2021: Mitglied der Accademia Nazionale di San Luca, Rom

## Ausstellungen (Auswahl)
- Architettura Razionale, XV.Triennale di Milano, Palazzo dell’Arte, Mailand 1973
- Tendenzen. Neuere Architektur im Tessin, Institut gta / ETH Zürich 1975
- Transformations in Modern Architecture, Museum of Modern Art, New York 1979
- Laboratorio personale e movimento di gruppo, XVI. Triennale di Milano, Palazzo dell’Arte, Mailand 1979/1981
- La presenza del passato, Biennale di Venezia, Venedig 1980
- Die Revision der Moderne. Postmoderne Architektur 1960-1980, Ausstellung des Deutschen Architekturmuseums, Frankfurt a. M. 1984
- L’avventura delle idee, XVII.Triennale di Milano, Palazzo dell’Arte, Mailand 1985
- Documenta 8, Kassel, 1987

als Kurator/Mitorganisator:
- Le Corbusier, la ricerca paziente, Villa Malpensata, Lugano 1980
- De Stijl et l'architecture en France, Institut français d'architecture, Paris, 1985
- L'aventure Le Corbusier 1887-1965, Centre Georges Pompidou, Paris, 1987/1988
- Jean Prouvé. Die Poetik des technischen Objekts, Vitra Design Museum, Weil am Rhein 2006/2007